# 森川海斗
森川海斗（もりかわ かいと、1988年5月27日 - ）は、ジャパンラグビーリーグワン三重ホンダヒートに所属するラグビー選手。

## プロフィール
- 千葉県出身。
- ポジションはセンター(CTB)。
- 身長 175 cm、体重 88 kg
- 日本代表キャップは1。（2015年9月現在）
- ニックネームはKAITO、海くん。

## 略歴
2007年、佐倉高校卒業後、東海大学に入る。なお東海大学時代の同級生にはリーチマイケル、三上正貴、木津武士らがいる。
2011年、東海大学卒業後、Honda Heat(現・三重ホンダヒート)に加入。同年10月30日に行われたジャパンラグビートップリーグ第1節のNTTドコモレッドハリケーンズ戦に先発出場で公式戦初出場を果たす。
2012年10月5日に行われたアジア5カ国対抗2012UAE戦で日本代表初キャップを獲得した。